# Volta ao Algarve 2023
Volta ao Algarve 2023 – 49. edycja wyścigu kolarskiego Volta ao Algarve, która odbyła się w dniach od 15 do 19 lutego 2023 na liczącej ponad 791 kilometrów trasie składającej się z 5 etapów i biegnącej na terenie regionu Algarve. Wyścig kategorii 2.Pro był częścią UCI ProSeries 2023.

## Etapy
| Etap | Data   | Start – Meta               | type                       | Dystans (km) | Suma wzniesień (m) | Zwycięzca etapu     | Lider                  |
| ---- | ------ | -------------------------- | -------------------------- | ------------ | ------------------ | ------------------- | ---------------------- |
| 1    | 15 lut | Portimão – Lagos           | płaski                     | 200,2        | 2301 m             | Alexander Kristoff  | Alexander Kristoff     |
| 2    | 16 lut | Sagres – Fóia              | górski                     | 186,3        | 3411 m             | Magnus Cort Nielsen | Magnus Cort Nielsen    |
| 3    | 17 lut | Faro – Tavira              | płaski                     | 203,1        | 2369 m             | Magnus Cort Nielsen | Magnus Cort Nielsen    |
| 4    | 18 lut | Albufeira – Alto do Malhão | pagórkowaty                | 177,9        | 3203 m             | Thomas Pidcock      | Thomas Pidcock         |
| 5    | 19 lut | Lagoa – Lagoa              | jazda indywidualna na czas | 24,4         | 308 m              | Stefan Küng         | Daniel Felipe Martínez |

## Uczestnicy

### Drużyny
| WorldTeams (12)- Alpecin-Deceuninck - Arkéa-Samsic - Bora-Hansgrohe - EF Education-EasyPost - Groupama-FDJ - Ineos Grenadiers - Intermarché-Circus-Wanty - Jumbo-Visma - Soudal Quick-Step - Team DSM - Trek-Segafredo - UAE Team Emirates ProTeams (4)- Caja Rural-Seguros RGA - Human Powered Health - Tudor Pro Cycling Team - Uno-X Pro Cycling Team Continental teams (9)- ABTF Betão-Feirense - AP Hotels & Resorts-Tavira-SC Farense - Aviludo-Louletano-Loulé Concelho - Credibom-La Alumínios-Marcos Car - Efapel Cycling - Glassdrive-Q8-Anicolor - Kelly-Simoldes-UDO - Rádio Popular-Paredes-Boavista - Tavfer-Ovos Matinados-Mortágua |
| |

### Lista startowa
| Alpecin-Deceuninck ADC | Alpecin-Deceuninck ADC  | Alpecin-Deceuninck ADC |
| ---------------------- | ----------------------- | ---------------------- |
| Nr                     | Kolarz                  | Miejsce                |
| 1                      | Quinten Hermans (BEL)   | 42.                    |
| 2                      | Jimmy Janssens (BEL)    | 82.                    |
| 3                      | Kristian Sbaragli (ITA) | 49.                    |
| 4                      | Tobias Bayer (AUT)      | 112.                   |
| 5                      | Nicola Conci (ITA)      | 21.                    |
| 6                      | Xandro Meurisse (BEL)   | 35.                    |
| 7                      | Timo Kielich (BEL)      | 102.                   |

| Bora-Hansgrohe BOH | Bora-Hansgrohe BOH        | Bora-Hansgrohe BOH |
| ------------------ | ------------------------- | ------------------ |
| Nr                 | Kolarz                    | Miejsce            |
| 11                 | Marco Haller (AUT)        | 60.                |
| 12                 | Sergio Higuita (COL)      | 11.                |
| 13                 | Jai Hindley (AUS)         | 13.                |
| 14                 | Jonas Koch (GER)          | 40.                |
| 15                 | Jordi Meeus (BEL)         | 117.               |
| 16                 | Nils Politt (GER) (szosa) | 56.                |
| 17                 | Frederik Wandahl (DEN)    | 18.                |

| EF Education-EasyPost EFE | EF Education-EasyPost EFE    | EF Education-EasyPost EFE |
| ------------------------- | ---------------------------- | ------------------------- |
| Nr                        | Kolarz                       | Miejsce                   |
| 21                        | Stefan Bissegger (SUI) (ITT) | 87.                       |
| 22                        | Magnus Cort Nielsen (DEN)    | 9.                        |
| 23                        | Owain Doull (GBR)            | 58.                       |
| 24                        | Odd Christian Eiking (NOR)   | 26.                       |
| 25                        | Merhawi Kudus (ERI) (szosa)  | 22.                       |
| 26                        | Mark Padun (UKR)             | 92.                       |
| 27                        | Julius van den Berg (NED)    | DNS-5                     |

| Groupama-FDJ GFC | Groupama-FDJ GFC       | Groupama-FDJ GFC |
| ---------------- | ---------------------- | ---------------- |
| Nr               | Kolarz                 | Miejsce          |
| 31               | Lewis Askey (GBR)      | 79.              |
| 32               | Paul Penhoët (FRA)     | 70.              |
| 33               | Stefan Küng (SUI)      | 5.               |
| 34               | Olivier Le Gac (FRA)   | 55.              |
| 35               | Valentin Madouas (FRA) | DNS-5            |
| 36               | Miles Scotson (AUS)    | 71.              |
| 37               | Jake Stewart (GBR)     | 69.              |

| Ineos Grenadiers IGD | Ineos Grenadiers IGD         | Ineos Grenadiers IGD |
| -------------------- | ---------------------------- | -------------------- |
| Nr                   | Kolarz                       | Miejsce              |
| 41                   | Thymen Arensman (NED)        | 24.                  |
| 42                   | Jonathan Castroviejo (ESP)   | 25.                  |
| 43                   | Laurens De Plus (BEL)        | 31.                  |
| 44                   | Filippo Ganna (ITA) (ITT)    | 2.                   |
| 45                   | Michał Kwiatkowski (POL)     | 46.                  |
| 46                   | Daniel Felipe Martínez (COL) | 1.                   |
| 47                   | Thomas Pidcock (GBR)         | 7.                   |

| Intermarché-Circus-Wanty ICW | Intermarché-Circus-Wanty ICW    | Intermarché-Circus-Wanty ICW |
| ---------------------------- | ------------------------------- | ---------------------------- |
| Nr                           | Kolarz                          | Miejsce                      |
| 51                           | Rui Costa (POR)                 | 10.                          |
| 52                           | Dries De Pooter (BEL)           | DNS-5                        |
| 53                           | Kobe Goossens (BEL)             | 17.                          |
| 54                           | Rune Herregodts (BEL)           | 27.                          |
| 55                           | Madis Mihkels (EST)             | 86.                          |
| 56                           | Roel van Sintmaartensdijk (NED) | 95.                          |
| 57                           | Mike Teunissen (NED)            | 51.                          |

| Jumbo-Visma TJV | Jumbo-Visma TJV         | Jumbo-Visma TJV |
| --------------- | ----------------------- | --------------- |
| Nr              | Kolarz                  | Miejsce         |
| 62              | Tim van Dijke (NED)     | 54.             |
| 63              | Tobias Foss (NOR) (ITT) | 4.              |
| 64              | Owen Geleijn (NED)      | DNS-4           |
| 65              | Gijs Leemreize (NED)    | DNF-1           |
| 66              | Sam Oomen (NED)         | DNF-4           |
| 67              | Milan Vader (NED)       | 33.             |

| Soudal Quick-Step SOQ | Soudal Quick-Step SOQ        | Soudal Quick-Step SOQ |
| --------------------- | ---------------------------- | --------------------- |
| Nr                    | Kolarz                       | Miejsce               |
| 71                    | Kasper Asgreen (DEN)         | 73.                   |
| 72                    | Rémi Cavagna (FRA)           | 14.                   |
| 73                    | Tim Declercq (BEL)           | 89.                   |
| 74                    | Fabio Jakobsen (NED) (szosa) | 115.                  |
| 75                    | Michael Mørkøv (DEN)         | 97.                   |
| 76                    | Casper Pedersen (DEN)        | 57.                   |
| 77                    | Ilan Van Wilder (BEL)        | 3.                    |

| Arkéa-Samsic ARK | Arkéa-Samsic ARK         | Arkéa-Samsic ARK |
| ---------------- | ------------------------ | ---------------- |
| Nr               | Kolarz                   | Miejsce          |
| 81               | Warren Barguil (FRA)     | 23.              |
| 82               | Élie Gesbert (FRA)       | 30.              |
| 83               | Thibault Guernalec (FRA) | 72.              |
| 84               | Simon Guglielmi (FRA)    | 29.              |
| 85               | Hugo Hofstetter (FRA)    | 66.              |
| 86               | Łukasz Owsian (POL)      | DNF-5            |
| 87               | Matis Louvel (FRA)       | 43.              |

| Team DSM DSM | Team DSM DSM                  | Team DSM DSM |
| ------------ | ----------------------------- | ------------ |
| Nr           | Kolarz                        | Miejsce      |
| 91           | Pavel Bittner (CZE)           | 84.          |
| 92           | John Degenkolb (GER)          | 75.          |
| 93           | Nils Eekhoff (NED)            | 103.         |
| 94           | Jonas Iversby Hvideberg (NOR) | DNF-2        |
| 95           | Oscar Onley (GBR)             | 12.          |
| 96           | Casper van Uden (NED)         | 114.         |
| 97           | Kevin Vermaerke (USA)         | 16.          |

| Trek-Segafredo TFS | Trek-Segafredo TFS        | Trek-Segafredo TFS |
| ------------------ | ------------------------- | ------------------ |
| Nr                 | Kolarz                    | Miejsce            |
| 101                | Filippo Baroncini (ITA)   | 62.                |
| 102                | Tony Gallopin (FRA)       | 36.                |
| 103                | Bauke Mollema (NED) (ITT) | 8.                 |
| 104                | Jacopo Mosca (ITA)        | 76.                |
| 105                | Natnael Tesfatsion (ERI)  | 28.                |
| 106                | Edward Theuns (BEL)       | 106.               |
| 107                | Mathias Vacek (CZE)       | 61.                |

| UAE Team Emirates UAD | UAE Team Emirates UAD      | UAE Team Emirates UAD |
| --------------------- | -------------------------- | --------------------- |
| Nr                    | Kolarz                     | Miejsce               |
| 111                   | João Almeida (POR) (szosa) | 6.                    |
| 112                   | Finn Fisher-Black (NZL)    | 20.                   |
| 113                   | Marc Hirschi (SUI)         | DNS-2                 |
| 114                   | Ivo Oliveira (POR)         | 52.                   |
| 115                   | Rui Oliveira (POR)         | 65.                   |
| 116                   | Matteo Trentin (ITA)       | 81.                   |

| Caja Rural-Seguros RGA CJR | Caja Rural-Seguros RGA CJR | Caja Rural-Seguros RGA CJR |
| -------------------------- | -------------------------- | -------------------------- |
| Nr                         | Kolarz                     | Miejsce                    |
| 121                        | Sergio Martín (ESP)        | 48.                        |
| 122                        | Eduard Prades (ESP)        | 45.                        |
| 123                        | Michal Schlegel (CZE)      | 83.                        |
| 124                        | Daniel Babor (CZE)         | 122.                       |
| 125                        | Jon Barrenetxea (ESP)      | 38.                        |
| 126                        | Iúri Leitão (POR)          | 123.                       |
| 127                        | Yesid Pira (COL)           | DNS-2                      |

| Human Powered Health HPM | Human Powered Health HPM       | Human Powered Health HPM |
| ------------------------ | ------------------------------ | ------------------------ |
| Nr                       | Kolarz                         | Miejsce                  |
| 131                      | Charles-Étienne Chrétien (CAN) | 85.                      |
| 132                      | Kristian Aasvold (NOR)         | 53.                      |
| 133                      | Chad Haga (USA)                | 104.                     |
| 134                      | Gage Hecht (USA)               | 107.                     |
| 135                      | Matthew Gibson (GBR)           | 121.                     |
| 136                      | Gijs Van Hoecke (BEL)          | DNS-5                    |
| 137                      | Sasha Weemaes (BEL)            | DNS-5                    |

| Tudor Pro Cycling Team TUD | Tudor Pro Cycling Team TUD   | Tudor Pro Cycling Team TUD |
| -------------------------- | ---------------------------- | -------------------------- |
| Nr                         | Kolarz                       | Miejsce                    |
| 141                        | Tom Bohli (SUI)              | 108.                       |
| 142                        | Aloïs Charrin (FRA)          | 77.                        |
| 143                        | Alexander Kamp (DEN) (szosa) | 93.                        |
| 144                        | Petr Kelemen (CZE)           | DNF-5                      |
| 145                        | Simon Pellaud (SUI)          | 44.                        |
| 146                        | Sébastien Reichenbach (SUI)  | 19.                        |
| 147                        | Joël Suter (SUI) (ITT)       | DNS-2                      |

| Uno-X Pro Cycling Team UXT | Uno-X Pro Cycling Team UXT       | Uno-X Pro Cycling Team UXT |
| -------------------------- | -------------------------------- | -------------------------- |
| Nr                         | Kolarz                           | Miejsce                    |
| 151                        | Alexander Kristoff (NOR)         | 91.                        |
| 152                        | Rasmus Tiller (NOR) (szosa)      | 74.                        |
| 153                        | Søren Wærenskjold (NOR)          | DNF-5                      |
| 154                        | Anders Skaarseth (NOR)           | 50.                        |
| 155                        | Tobias Halland Johannessen (NOR) | DNS-3                      |
| 156                        | Anthon Charmig (DEN)             | 15.                        |
| 157                        | Erik Nordsæter Resell (NOR)      | 68.                        |

| ABTF Betão-Feirense CDF | ABTF Betão-Feirense CDF | ABTF Betão-Feirense CDF |
| ----------------------- | ----------------------- | ----------------------- |
| Nr                      | Kolarz                  | Miejsce                 |
| 161                     | Barry Miller (USA)      | DNS-2                   |
| 162                     | Ivo Pinheiro (POR)      | 90.                     |
| 163                     | Santiago Mesa (COL)     | 127.                    |
| 164                     | Afonso Eulálio (POR)    | 105.                    |
| 165                     | Fábio Oliveira (POR)    | 116.                    |
| 166                     | Francisco Moreira (POR) | 130.                    |
| 167                     | Pedro Andrade (POR)     | 131.                    |

| AP Hotels & Resorts-Tavira-SC Farense ATF | AP Hotels & Resorts-Tavira-SC Farense ATF | AP Hotels & Resorts-Tavira-SC Farense ATF |
| ----------------------------------------- | ----------------------------------------- | ----------------------------------------- |
| Nr                                        | Kolarz                                    | Miejsce                                   |
| 171                                       | Rúben Simão (POR)                         | 96.                                       |
| 172                                       | Diogo Barbosa (POR)                       | 124.                                      |
| 173                                       | Samuel Blanco (ESP)                       | 113.                                      |
| 174                                       | Rafael Lourenco (POR)                     | 94.                                       |
| 175                                       | Valter Pereira (POR)                      | OTL-5                                     |
| 176                                       | Venceslau Fernandes (POR)                 | 118.                                      |
| 177                                       | Carlos Salgueiro (POR)                    | DNF-4                                     |

| Aviludo-Louletano-Loulé Concelho AVL | Aviludo-Louletano-Loulé Concelho AVL | Aviludo-Louletano-Loulé Concelho AVL |
| ------------------------------------ | ------------------------------------ | ------------------------------------ |
| Nr                                   | Kolarz                               | Miejsce                              |
| 181                                  | Nuno Meireles (POR)                  | OTL-5                                |
| 182                                  | Daniel Viegas (POR)                  | OTL-5                                |
| 183                                  | Jesús del Pino (ESP)                 | 109.                                 |
| 184                                  | Tomás Contte (ARG)                   | 119.                                 |
| 185                                  | Carlos Oyarzún (CHI)                 | 64.                                  |
| 186                                  | César Martingil (POR)                | 133.                                 |
| 187                                  | Nahuel D'Aquila (ARG)                | DNF-1                                |

| Credibom-LA Alumínios-Marcos Car LAA | Credibom-LA Alumínios-Marcos Car LAA | Credibom-LA Alumínios-Marcos Car LAA |
| ------------------------------------ | ------------------------------------ | ------------------------------------ |
| Nr                                   | Kolarz                               | Miejsce                              |
| 191                                  | André Ramalho (POR)                  | DNS-2                                |
| 192                                  | Gonçalo Leaça (POR)                  | 125.                                 |
| 193                                  | Rodrigo Caixas (POR)                 | 100.                                 |
| 194                                  | João Macedo (POR)                    | OTL-5                                |
| 195                                  | Diogo Narciso (POR)                  | 126.                                 |
| 196                                  | Daniel Dias (POR)                    | DNS-3                                |
| 197                                  | João Medeiros (POR)                  | 99.                                  |

| Efapel Cycling EFL | Efapel Cycling EFL      | Efapel Cycling EFL |
| ------------------ | ----------------------- | ------------------ |
| Nr                 | Kolarz                  | Miejsce            |
| 201                | Joaquim Silva (POR)     | 32.                |
| 202                | Tiago Antunes (POR)     | 47.                |
| 203                | Henrique Casimiro (POR) | 41.                |
| 204                | Emanuel Duarte (POR)    | 67.                |
| 205                | Gaspar Gonçalves (POR)  | DNF-4              |
| 206                | Aleksandr Grigorjew     | DNS-5              |
| 207                | Rafael Silva (POR)      | 80.                |

| Glassdrive-Q8-Anicolor GCT | Glassdrive-Q8-Anicolor GCT   | Glassdrive-Q8-Anicolor GCT |
| -------------------------- | ---------------------------- | -------------------------- |
| Nr                         | Kolarz                       | Miejsce                    |
| 211                        | Frederico Figueiredo (POR)   | DNS-2                      |
| 212                        | Sergio García González (ESP) | 59.                        |
| 213                        | Pedro Silva (POR)            | 101.                       |
| 214                        | Fabio Costa (POR)            | 134.                       |
| 215                        | Luís Mendonça (POR)          | DNF-2                      |
| 216                        | Artiom Nycz                  | 37.                        |
| 217                        | Mauricio Moreira (URU)       | DNF-3                      |

| Kelly-Simoldes-UDO KSU | Kelly-Simoldes-UDO KSU  | Kelly-Simoldes-UDO KSU |
| ---------------------- | ----------------------- | ---------------------- |
| Nr                     | Kolarz                  | Miejsce                |
| 221                    | Luís Gomes (POR)        | 39.                    |
| 222                    | Afonso Silva (POR)      | 78.                    |
| 223                    | Adrián Bustamante (COL) | 34.                    |
| 224                    | António Ferreira (POR)  | 135.                   |
| 225                    | Hélder Gonçalves (POR)  | 98.                    |
| 226                    | José Sousa (POR)        | 110.                   |
| 227                    | Noah Campos (POR)       | 132.                   |

| Rádio Popular-Paredes-Boavista RPB | Rádio Popular-Paredes-Boavista RPB | Rádio Popular-Paredes-Boavista RPB |
| ---------------------------------- | ---------------------------------- | ---------------------------------- |
| Nr                                 | Kolarz                             | Miejsce                            |
| 231                                | César Fonte (POR)                  | 63.                                |
| 232                                | Luís Felipe Fernandes (POR)        | 111.                               |
| 233                                | Hugo Nunes (POR)                   | 88.                                |
| 234                                | Guillermo García Janeiro (ESP)     | OTL-5                              |
| 235                                | Vicente Hernaiz (ESP)              | OTL-5                              |
| 236                                | Tiago Leal (POR)                   | DNS-3                              |
| 237                                | Pedro Miguel Lopes (POR)           | DNF-4                              |

| Tavfer-Ovos Matinados-Mortágua TAV | Tavfer-Ovos Matinados-Mortágua TAV | Tavfer-Ovos Matinados-Mortágua TAV |
| ---------------------------------- | ---------------------------------- | ---------------------------------- |
| Nr                                 | Kolarz                             | Miejsce                            |
| 241                                | Gonçalo Carvalho (POR)             | OTL-5                              |
| 242                                | António Barbio (POR)               | DNF-4                              |
| 243                                | Gonçalo Amado (POR)                | 128.                               |
| 244                                | João Matias (POR)                  | DNS-4                              |
| 245                                | Leangel Linarez (VEN)              | 120.                               |
| 246                                | Francisco Morais (POR)             | 129.                               |
| 247                                | Nicolás Sáenz (COL)                | OTL-5                              |

| Alpecin-Deceuninck ADC | Alpecin-Deceuninck ADC  | Alpecin-Deceuninck ADC |
| ---------------------- | ----------------------- | ---------------------- |
| Nr                     | Kolarz                  | Miejsce                |
| 1                      | Quinten Hermans (BEL)   | 42.                    |
| 2                      | Jimmy Janssens (BEL)    | 82.                    |
| 3                      | Kristian Sbaragli (ITA) | 49.                    |
| 4                      | Tobias Bayer (AUT)      | 112.                   |
| 5                      | Nicola Conci (ITA)      | 21.                    |
| 6                      | Xandro Meurisse (BEL)   | 35.                    |
| 7                      | Timo Kielich (BEL)      | 102.                   |

| Bora-Hansgrohe BOH | Bora-Hansgrohe BOH        | Bora-Hansgrohe BOH |
| ------------------ | ------------------------- | ------------------ |
| Nr                 | Kolarz                    | Miejsce            |
| 11                 | Marco Haller (AUT)        | 60.                |
| 12                 | Sergio Higuita (COL)      | 11.                |
| 13                 | Jai Hindley (AUS)         | 13.                |
| 14                 | Jonas Koch (GER)          | 40.                |
| 15                 | Jordi Meeus (BEL)         | 117.               |
| 16                 | Nils Politt (GER) (szosa) | 56.                |
| 17                 | Frederik Wandahl (DEN)    | 18.                |

| EF Education-EasyPost EFE | EF Education-EasyPost EFE    | EF Education-EasyPost EFE |
| ------------------------- | ---------------------------- | ------------------------- |
| Nr                        | Kolarz                       | Miejsce                   |
| 21                        | Stefan Bissegger (SUI) (ITT) | 87.                       |
| 22                        | Magnus Cort Nielsen (DEN)    | 9.                        |
| 23                        | Owain Doull (GBR)            | 58.                       |
| 24                        | Odd Christian Eiking (NOR)   | 26.                       |
| 25                        | Merhawi Kudus (ERI) (szosa)  | 22.                       |
| 26                        | Mark Padun (UKR)             | 92.                       |
| 27                        | Julius van den Berg (NED)    | DNS-5                     |

| Groupama-FDJ GFC | Groupama-FDJ GFC       | Groupama-FDJ GFC |
| ---------------- | ---------------------- | ---------------- |
| Nr               | Kolarz                 | Miejsce          |
| 31               | Lewis Askey (GBR)      | 79.              |
| 32               | Paul Penhoët (FRA)     | 70.              |
| 33               | Stefan Küng (SUI)      | 5.               |
| 34               | Olivier Le Gac (FRA)   | 55.              |
| 35               | Valentin Madouas (FRA) | DNS-5            |
| 36               | Miles Scotson (AUS)    | 71.              |
| 37               | Jake Stewart (GBR)     | 69.              |

| Ineos Grenadiers IGD | Ineos Grenadiers IGD         | Ineos Grenadiers IGD |
| -------------------- | ---------------------------- | -------------------- |
| Nr                   | Kolarz                       | Miejsce              |
| 41                   | Thymen Arensman (NED)        | 24.                  |
| 42                   | Jonathan Castroviejo (ESP)   | 25.                  |
| 43                   | Laurens De Plus (BEL)        | 31.                  |
| 44                   | Filippo Ganna (ITA) (ITT)    | 2.                   |
| 45                   | Michał Kwiatkowski (POL)     | 46.                  |
| 46                   | Daniel Felipe Martínez (COL) | 1.                   |
| 47                   | Thomas Pidcock (GBR)         | 7.                   |

| Intermarché-Circus-Wanty ICW | Intermarché-Circus-Wanty ICW    | Intermarché-Circus-Wanty ICW |
| ---------------------------- | ------------------------------- | ---------------------------- |
| Nr                           | Kolarz                          | Miejsce                      |
| 51                           | Rui Costa (POR)                 | 10.                          |
| 52                           | Dries De Pooter (BEL)           | DNS-5                        |
| 53                           | Kobe Goossens (BEL)             | 17.                          |
| 54                           | Rune Herregodts (BEL)           | 27.                          |
| 55                           | Madis Mihkels (EST)             | 86.                          |
| 56                           | Roel van Sintmaartensdijk (NED) | 95.                          |
| 57                           | Mike Teunissen (NED)            | 51.                          |

| Jumbo-Visma TJV | Jumbo-Visma TJV         | Jumbo-Visma TJV |
| --------------- | ----------------------- | --------------- |
| Nr              | Kolarz                  | Miejsce         |
| 62              | Tim van Dijke (NED)     | 54.             |
| 63              | Tobias Foss (NOR) (ITT) | 4.              |
| 64              | Owen Geleijn (NED)      | DNS-4           |
| 65              | Gijs Leemreize (NED)    | DNF-1           |
| 66              | Sam Oomen (NED)         | DNF-4           |
| 67              | Milan Vader (NED)       | 33.             |

| Soudal Quick-Step SOQ | Soudal Quick-Step SOQ        | Soudal Quick-Step SOQ |
| --------------------- | ---------------------------- | --------------------- |
| Nr                    | Kolarz                       | Miejsce               |
| 71                    | Kasper Asgreen (DEN)         | 73.                   |
| 72                    | Rémi Cavagna (FRA)           | 14.                   |
| 73                    | Tim Declercq (BEL)           | 89.                   |
| 74                    | Fabio Jakobsen (NED) (szosa) | 115.                  |
| 75                    | Michael Mørkøv (DEN)         | 97.                   |
| 76                    | Casper Pedersen (DEN)        | 57.                   |
| 77                    | Ilan Van Wilder (BEL)        | 3.                    |

| Arkéa-Samsic ARK | Arkéa-Samsic ARK         | Arkéa-Samsic ARK |
| ---------------- | ------------------------ | ---------------- |
| Nr               | Kolarz                   | Miejsce          |
| 81               | Warren Barguil (FRA)     | 23.              |
| 82               | Élie Gesbert (FRA)       | 30.              |
| 83               | Thibault Guernalec (FRA) | 72.              |
| 84               | Simon Guglielmi (FRA)    | 29.              |
| 85               | Hugo Hofstetter (FRA)    | 66.              |
| 86               | Łukasz Owsian (POL)      | DNF-5            |
| 87               | Matis Louvel (FRA)       | 43.              |

| Team DSM DSM | Team DSM DSM                  | Team DSM DSM |
| ------------ | ----------------------------- | ------------ |
| Nr           | Kolarz                        | Miejsce      |
| 91           | Pavel Bittner (CZE)           | 84.          |
| 92           | John Degenkolb (GER)          | 75.          |
| 93           | Nils Eekhoff (NED)            | 103.         |
| 94           | Jonas Iversby Hvideberg (NOR) | DNF-2        |
| 95           | Oscar Onley (GBR)             | 12.          |
| 96           | Casper van Uden (NED)         | 114.         |
| 97           | Kevin Vermaerke (USA)         | 16.          |

| Trek-Segafredo TFS | Trek-Segafredo TFS        | Trek-Segafredo TFS |
| ------------------ | ------------------------- | ------------------ |
| Nr                 | Kolarz                    | Miejsce            |
| 101                | Filippo Baroncini (ITA)   | 62.                |
| 102                | Tony Gallopin (FRA)       | 36.                |
| 103                | Bauke Mollema (NED) (ITT) | 8.                 |
| 104                | Jacopo Mosca (ITA)        | 76.                |
| 105                | Natnael Tesfatsion (ERI)  | 28.                |
| 106                | Edward Theuns (BEL)       | 106.               |
| 107                | Mathias Vacek (CZE)       | 61.                |

| UAE Team Emirates UAD | UAE Team Emirates UAD      | UAE Team Emirates UAD |
| --------------------- | -------------------------- | --------------------- |
| Nr                    | Kolarz                     | Miejsce               |
| 111                   | João Almeida (POR) (szosa) | 6.                    |
| 112                   | Finn Fisher-Black (NZL)    | 20.                   |
| 113                   | Marc Hirschi (SUI)         | DNS-2                 |
| 114                   | Ivo Oliveira (POR)         | 52.                   |
| 115                   | Rui Oliveira (POR)         | 65.                   |
| 116                   | Matteo Trentin (ITA)       | 81.                   |

| Caja Rural-Seguros RGA CJR | Caja Rural-Seguros RGA CJR | Caja Rural-Seguros RGA CJR |
| -------------------------- | -------------------------- | -------------------------- |
| Nr                         | Kolarz                     | Miejsce                    |
| 121                        | Sergio Martín (ESP)        | 48.                        |
| 122                        | Eduard Prades (ESP)        | 45.                        |
| 123                        | Michal Schlegel (CZE)      | 83.                        |
| 124                        | Daniel Babor (CZE)         | 122.                       |
| 125                        | Jon Barrenetxea (ESP)      | 38.                        |
| 126                        | Iúri Leitão (POR)          | 123.                       |
| 127                        | Yesid Pira (COL)           | DNS-2                      |

| Human Powered Health HPM | Human Powered Health HPM       | Human Powered Health HPM |
| ------------------------ | ------------------------------ | ------------------------ |
| Nr                       | Kolarz                         | Miejsce                  |
| 131                      | Charles-Étienne Chrétien (CAN) | 85.                      |
| 132                      | Kristian Aasvold (NOR)         | 53.                      |
| 133                      | Chad Haga (USA)                | 104.                     |
| 134                      | Gage Hecht (USA)               | 107.                     |
| 135                      | Matthew Gibson (GBR)           | 121.                     |
| 136                      | Gijs Van Hoecke (BEL)          | DNS-5                    |
| 137                      | Sasha Weemaes (BEL)            | DNS-5                    |

| Tudor Pro Cycling Team TUD | Tudor Pro Cycling Team TUD   | Tudor Pro Cycling Team TUD |
| -------------------------- | ---------------------------- | -------------------------- |
| Nr                         | Kolarz                       | Miejsce                    |
| 141                        | Tom Bohli (SUI)              | 108.                       |
| 142                        | Aloïs Charrin (FRA)          | 77.                        |
| 143                        | Alexander Kamp (DEN) (szosa) | 93.                        |
| 144                        | Petr Kelemen (CZE)           | DNF-5                      |
| 145                        | Simon Pellaud (SUI)          | 44.                        |
| 146                        | Sébastien Reichenbach (SUI)  | 19.                        |
| 147                        | Joël Suter (SUI) (ITT)       | DNS-2                      |

| Uno-X Pro Cycling Team UXT | Uno-X Pro Cycling Team UXT       | Uno-X Pro Cycling Team UXT |
| -------------------------- | -------------------------------- | -------------------------- |
| Nr                         | Kolarz                           | Miejsce                    |
| 151                        | Alexander Kristoff (NOR)         | 91.                        |
| 152                        | Rasmus Tiller (NOR) (szosa)      | 74.                        |
| 153                        | Søren Wærenskjold (NOR)          | DNF-5                      |
| 154                        | Anders Skaarseth (NOR)           | 50.                        |
| 155                        | Tobias Halland Johannessen (NOR) | DNS-3                      |
| 156                        | Anthon Charmig (DEN)             | 15.                        |
| 157                        | Erik Nordsæter Resell (NOR)      | 68.                        |

| ABTF Betão-Feirense CDF | ABTF Betão-Feirense CDF | ABTF Betão-Feirense CDF |
| ----------------------- | ----------------------- | ----------------------- |
| Nr                      | Kolarz                  | Miejsce                 |
| 161                     | Barry Miller (USA)      | DNS-2                   |
| 162                     | Ivo Pinheiro (POR)      | 90.                     |
| 163                     | Santiago Mesa (COL)     | 127.                    |
| 164                     | Afonso Eulálio (POR)    | 105.                    |
| 165                     | Fábio Oliveira (POR)    | 116.                    |
| 166                     | Francisco Moreira (POR) | 130.                    |
| 167                     | Pedro Andrade (POR)     | 131.                    |

| AP Hotels & Resorts-Tavira-SC Farense ATF | AP Hotels & Resorts-Tavira-SC Farense ATF | AP Hotels & Resorts-Tavira-SC Farense ATF |
| ----------------------------------------- | ----------------------------------------- | ----------------------------------------- |
| Nr                                        | Kolarz                                    | Miejsce                                   |
| 171                                       | Rúben Simão (POR)                         | 96.                                       |
| 172                                       | Diogo Barbosa (POR)                       | 124.                                      |
| 173                                       | Samuel Blanco (ESP)                       | 113.                                      |
| 174                                       | Rafael Lourenco (POR)                     | 94.                                       |
| 175                                       | Valter Pereira (POR)                      | OTL-5                                     |
| 176                                       | Venceslau Fernandes (POR)                 | 118.                                      |
| 177                                       | Carlos Salgueiro (POR)                    | DNF-4                                     |

| Aviludo-Louletano-Loulé Concelho AVL | Aviludo-Louletano-Loulé Concelho AVL | Aviludo-Louletano-Loulé Concelho AVL |
| ------------------------------------ | ------------------------------------ | ------------------------------------ |
| Nr                                   | Kolarz                               | Miejsce                              |
| 181                                  | Nuno Meireles (POR)                  | OTL-5                                |
| 182                                  | Daniel Viegas (POR)                  | OTL-5                                |
| 183                                  | Jesús del Pino (ESP)                 | 109.                                 |
| 184                                  | Tomás Contte (ARG)                   | 119.                                 |
| 185                                  | Carlos Oyarzún (CHI)                 | 64.                                  |
| 186                                  | César Martingil (POR)                | 133.                                 |
| 187                                  | Nahuel D'Aquila (ARG)                | DNF-1                                |

| Credibom-LA Alumínios-Marcos Car LAA | Credibom-LA Alumínios-Marcos Car LAA | Credibom-LA Alumínios-Marcos Car LAA |
| ------------------------------------ | ------------------------------------ | ------------------------------------ |
| Nr                                   | Kolarz                               | Miejsce                              |
| 191                                  | André Ramalho (POR)                  | DNS-2                                |
| 192                                  | Gonçalo Leaça (POR)                  | 125.                                 |
| 193                                  | Rodrigo Caixas (POR)                 | 100.                                 |
| 194                                  | João Macedo (POR)                    | OTL-5                                |
| 195                                  | Diogo Narciso (POR)                  | 126.                                 |
| 196                                  | Daniel Dias (POR)                    | DNS-3                                |
| 197                                  | João Medeiros (POR)                  | 99.                                  |

| Efapel Cycling EFL | Efapel Cycling EFL      | Efapel Cycling EFL |
| ------------------ | ----------------------- | ------------------ |
| Nr                 | Kolarz                  | Miejsce            |
| 201                | Joaquim Silva (POR)     | 32.                |
| 202                | Tiago Antunes (POR)     | 47.                |
| 203                | Henrique Casimiro (POR) | 41.                |
| 204                | Emanuel Duarte (POR)    | 67.                |
| 205                | Gaspar Gonçalves (POR)  | DNF-4              |
| 206                | Aleksandr Grigorjew     | DNS-5              |
| 207                | Rafael Silva (POR)      | 80.                |

| Glassdrive-Q8-Anicolor GCT | Glassdrive-Q8-Anicolor GCT   | Glassdrive-Q8-Anicolor GCT |
| -------------------------- | ---------------------------- | -------------------------- |
| Nr                         | Kolarz                       | Miejsce                    |
| 211                        | Frederico Figueiredo (POR)   | DNS-2                      |
| 212                        | Sergio García González (ESP) | 59.                        |
| 213                        | Pedro Silva (POR)            | 101.                       |
| 214                        | Fabio Costa (POR)            | 134.                       |
| 215                        | Luís Mendonça (POR)          | DNF-2                      |
| 216                        | Artiom Nycz                  | 37.                        |
| 217                        | Mauricio Moreira (URU)       | DNF-3                      |

| Kelly-Simoldes-UDO KSU | Kelly-Simoldes-UDO KSU  | Kelly-Simoldes-UDO KSU |
| ---------------------- | ----------------------- | ---------------------- |
| Nr                     | Kolarz                  | Miejsce                |
| 221                    | Luís Gomes (POR)        | 39.                    |
| 222                    | Afonso Silva (POR)      | 78.                    |
| 223                    | Adrián Bustamante (COL) | 34.                    |
| 224                    | António Ferreira (POR)  | 135.                   |
| 225                    | Hélder Gonçalves (POR)  | 98.                    |
| 226                    | José Sousa (POR)        | 110.                   |
| 227                    | Noah Campos (POR)       | 132.                   |

| Rádio Popular-Paredes-Boavista RPB | Rádio Popular-Paredes-Boavista RPB | Rádio Popular-Paredes-Boavista RPB |
| ---------------------------------- | ---------------------------------- | ---------------------------------- |
| Nr                                 | Kolarz                             | Miejsce                            |
| 231                                | César Fonte (POR)                  | 63.                                |
| 232                                | Luís Felipe Fernandes (POR)        | 111.                               |
| 233                                | Hugo Nunes (POR)                   | 88.                                |
| 234                                | Guillermo García Janeiro (ESP)     | OTL-5                              |
| 235                                | Vicente Hernaiz (ESP)              | OTL-5                              |
| 236                                | Tiago Leal (POR)                   | DNS-3                              |
| 237                                | Pedro Miguel Lopes (POR)           | DNF-4                              |

| Tavfer-Ovos Matinados-Mortágua TAV | Tavfer-Ovos Matinados-Mortágua TAV | Tavfer-Ovos Matinados-Mortágua TAV |
| ---------------------------------- | ---------------------------------- | ---------------------------------- |
| Nr                                 | Kolarz                             | Miejsce                            |
| 241                                | Gonçalo Carvalho (POR)             | OTL-5                              |
| 242                                | António Barbio (POR)               | DNF-4                              |
| 243                                | Gonçalo Amado (POR)                | 128.                               |
| 244                                | João Matias (POR)                  | DNS-4                              |
| 245                                | Leangel Linarez (VEN)              | 120.                               |
| 246                                | Francisco Morais (POR)             | 129.                               |
| 247                                | Nicolás Sáenz (COL)                | OTL-5                              |

Legenda: DNF – nie ukończył etapu, OTL – przekroczył limit czasu, DNS – nie wystartował do etapu, DSQ – zdyskwalifikowany. Numer przy skrócie oznacza etap, na którym kolarz opuścił wyścig.

## Wyniki etapów

### Etap 1
| Portimão - Lagos | płaski | (200,2 km) |

| \| Klasyfikacja etapu \| Klasyfikacja etapu \| Klasyfikacja etapu \| Klasyfikacja etapu \| Klasyfikacja etapu \| \| Kolarz \| Kolarz \| Państwo \| Drużyna \| Czas \| \| ------------------ \| ------------------ \| ------------------ \| ---------------------- \| ------------------ \| \| 1. \| Alexander Kristoff \| Norwegia \| Uno-X Pro Cycling Team \| 4h 49' 25" \| \| 2. \| Jordi Meeus \| Belgia \| Bora-Hansgrohe \| + 0" \| \| 3. \| Søren Wærenskjold \| Norwegia \| Uno-X Pro Cycling Team \| + 0" \| \| 4. \| Fabio Jakobsen \| Holandia \| Soudal Quick-Step \| + 0" \| \| 5. \| Pavel Bittner \| Czechy \| Team DSM \| + 0" \| \| 6. \| Paul Penhoët \| Francja \| Groupama-FDJ \| + 0" \| \| 7. \| Natnael Tesfatsion \| Erytrea \| Trek-Segafredo \| + 0" \| \| 8. \| Timo Kielich \| Belgia \| Alpecin-Deceuninck \| + 0" \| \| 9. \| Edward Theuns \| Belgia \| Trek-Segafredo \| + 0" \| \| 10. \| Tim van Dijke \| Holandia \| Jumbo-Visma \| + 0" \| |                    |          |                        |            |
| |                    |          |                        |            |
| Źródło: ProCyclingStats |                    |          |                        |            |
| Klasyfikacja etapu |                    |          |                        |            |
| Kolarz | Kolarz             | Państwo  | Drużyna                | Czas       |
| 1. | Alexander Kristoff | Norwegia | Uno-X Pro Cycling Team | 4h 49' 25" |
| 2. | Jordi Meeus        | Belgia   | Bora-Hansgrohe         | + 0"       |
| 3. | Søren Wærenskjold  | Norwegia | Uno-X Pro Cycling Team | + 0"       |
| 4. | Fabio Jakobsen     | Holandia | Soudal Quick-Step      | + 0"       |
| 5. | Pavel Bittner      | Czechy   | Team DSM               | + 0"       |
| 6. | Paul Penhoët       | Francja  | Groupama-FDJ           | + 0"       |
| 7. | Natnael Tesfatsion | Erytrea  | Trek-Segafredo         | + 0"       |
| 8. | Timo Kielich       | Belgia   | Alpecin-Deceuninck     | + 0"       |
| 9. | Edward Theuns      | Belgia   | Trek-Segafredo         | + 0"       |
| 10. | Tim van Dijke      | Holandia | Jumbo-Visma            | + 0"       |

| \| Klasyfikacja generalna \| Klasyfikacja generalna \| Klasyfikacja generalna \| Klasyfikacja generalna \| Klasyfikacja generalna \| \| Kolarz \| Kolarz \| Państwo \| Drużyna \| Czas \| \| ---------------------- \| ---------------------- \| ---------------------- \| ---------------------- \| ---------------------- \| \| 1. \| Alexander Kristoff \| Norwegia \| Uno-X Pro Cycling Team \| 4h 49' 15" \| \| 2. \| Jordi Meeus \| Belgia \| Bora-Hansgrohe \| + 4" \| \| 3. \| Søren Wærenskjold \| Norwegia \| Uno-X Pro Cycling Team \| + 6" \| \| 4. \| Fabio Jakobsen \| Holandia \| Soudal Quick-Step \| + 10" \| \| 5. \| Pavel Bittner \| Czechy \| Team DSM \| + 10" \| \| 6. \| Paul Penhoët \| Francja \| Groupama-FDJ \| + 10" \| \| 7. \| Natnael Tesfatsion \| Erytrea \| Trek-Segafredo \| + 10" \| \| 8. \| Timo Kielich \| Belgia \| Alpecin-Deceuninck \| + 10" \| \| 9. \| Edward Theuns \| Belgia \| Trek-Segafredo \| + 10" \| \| 10. \| Tim van Dijke \| Holandia \| Jumbo-Visma \| + 10" \| |                    |          |                        |            |
| |                    |          |                        |            |
| Źródło: ProCyclingStats |                    |          |                        |            |
| Klasyfikacja generalna |                    |          |                        |            |
| Kolarz | Kolarz             | Państwo  | Drużyna                | Czas       |
| 1. | Alexander Kristoff | Norwegia | Uno-X Pro Cycling Team | 4h 49' 15" |
| 2. | Jordi Meeus        | Belgia   | Bora-Hansgrohe         | + 4"       |
| 3. | Søren Wærenskjold  | Norwegia | Uno-X Pro Cycling Team | + 6"       |
| 4. | Fabio Jakobsen     | Holandia | Soudal Quick-Step      | + 10"      |
| 5. | Pavel Bittner      | Czechy   | Team DSM               | + 10"      |
| 6. | Paul Penhoët       | Francja  | Groupama-FDJ           | + 10"      |
| 7. | Natnael Tesfatsion | Erytrea  | Trek-Segafredo         | + 10"      |
| 8. | Timo Kielich       | Belgia   | Alpecin-Deceuninck     | + 10"      |
| 9. | Edward Theuns      | Belgia   | Trek-Segafredo         | + 10"      |
| 10. | Tim van Dijke      | Holandia | Jumbo-Visma            | + 10"      |

### Etap 2
| Sagres - Fóia | górski | (186,3 km) |

| \| Klasyfikacja etapu \| Klasyfikacja etapu \| Klasyfikacja etapu \| Klasyfikacja etapu \| Klasyfikacja etapu \| \| Kolarz \| Kolarz \| Państwo \| Drużyna \| Czas \| \| ------------------ \| ------------------- \| ------------------ \| ------------------------ \| ------------------ \| \| 1. \| Magnus Cort Nielsen \| Dania \| EF Education-EasyPost \| 5h 07' 05" \| \| 2. \| Ilan Van Wilder \| Belgia \| Soudal Quick-Step \| + 0" \| \| 3. \| Rui Costa \| Portugalia \| Intermarché-Circus-Wanty \| + 0" \| \| 4. \| Valentin Madouas \| Francja \| Groupama-FDJ \| + 0" \| \| 5. \| Jai Hindley \| Australia \| Bora-Hansgrohe \| + 0" \| \| 6. \| Rune Herregodts \| Belgia \| Intermarché-Circus-Wanty \| + 2" \| \| 7. \| Nicola Conci \| Włochy \| Alpecin-Deceuninck \| + 2" \| \| 8. \| Thomas Pidcock \| Wielka Brytania \| Ineos Grenadiers \| + 2" \| \| 9. \| Kevin Vermaerke \| Stany Zjednoczone \| Team DSM \| + 2" \| \| 10. \| Bauke Mollema \| Holandia \| Trek-Segafredo \| + 2" \| |                     |                   |                          |            |
| |                     |                   |                          |            |
| Źródło: ProCyclingStats |                     |                   |                          |            |
| Klasyfikacja etapu |                     |                   |                          |            |
| Kolarz | Kolarz              | Państwo           | Drużyna                  | Czas       |
| 1. | Magnus Cort Nielsen | Dania             | EF Education-EasyPost    | 5h 07' 05" |
| 2. | Ilan Van Wilder     | Belgia            | Soudal Quick-Step        | + 0"       |
| 3. | Rui Costa           | Portugalia        | Intermarché-Circus-Wanty | + 0"       |
| 4. | Valentin Madouas    | Francja           | Groupama-FDJ             | + 0"       |
| 5. | Jai Hindley         | Australia         | Bora-Hansgrohe           | + 0"       |
| 6. | Rune Herregodts     | Belgia            | Intermarché-Circus-Wanty | + 2"       |
| 7. | Nicola Conci        | Włochy            | Alpecin-Deceuninck       | + 2"       |
| 8. | Thomas Pidcock      | Wielka Brytania   | Ineos Grenadiers         | + 2"       |
| 9. | Kevin Vermaerke     | Stany Zjednoczone | Team DSM                 | + 2"       |
| 10. | Bauke Mollema       | Holandia          | Trek-Segafredo           | + 2"       |

| \| Klasyfikacja generalna \| Klasyfikacja generalna \| Klasyfikacja generalna \| Klasyfikacja generalna \| Klasyfikacja generalna \| \| Kolarz \| Kolarz \| Państwo \| Drużyna \| Czas \| \| ---------------------- \| ---------------------- \| ---------------------- \| ------------------------ \| ---------------------- \| \| 1. \| Magnus Cort Nielsen \| Dania \| EF Education-EasyPost \| 9h 56' 20" \| \| 2. \| Ilan Van Wilder \| Belgia \| Soudal Quick-Step \| + 4" \| \| 3. \| Rui Costa \| Portugalia \| Intermarché-Circus-Wanty \| + 6" \| \| 4. \| Jai Hindley \| Australia \| Bora-Hansgrohe \| + 10" \| \| 5. \| Valentin Madouas \| Francja \| Groupama-FDJ \| + 10" \| \| 6. \| Tobias Foss \| Norwegia \| Jumbo-Visma \| + 12" \| \| 7. \| Bauke Mollema \| Holandia \| Trek-Segafredo \| + 12" \| \| 8. \| Nicola Conci \| Włochy \| Alpecin-Deceuninck \| + 12" \| \| 9. \| João Almeida \| Portugalia \| UAE Team Emirates \| + 12" \| \| 10. \| Sergio Higuita \| Kolumbia \| Bora-Hansgrohe \| + 12" \| |                     |            |                          |            |
| |                     |            |                          |            |
| Źródło: ProCyclingStats |                     |            |                          |            |
| Klasyfikacja generalna |                     |            |                          |            |
| Kolarz | Kolarz              | Państwo    | Drużyna                  | Czas       |
| 1. | Magnus Cort Nielsen | Dania      | EF Education-EasyPost    | 9h 56' 20" |
| 2. | Ilan Van Wilder     | Belgia     | Soudal Quick-Step        | + 4"       |
| 3. | Rui Costa           | Portugalia | Intermarché-Circus-Wanty | + 6"       |
| 4. | Jai Hindley         | Australia  | Bora-Hansgrohe           | + 10"      |
| 5. | Valentin Madouas    | Francja    | Groupama-FDJ             | + 10"      |
| 6. | Tobias Foss         | Norwegia   | Jumbo-Visma              | + 12"      |
| 7. | Bauke Mollema       | Holandia   | Trek-Segafredo           | + 12"      |
| 8. | Nicola Conci        | Włochy     | Alpecin-Deceuninck       | + 12"      |
| 9. | João Almeida        | Portugalia | UAE Team Emirates        | + 12"      |
| 10. | Sergio Higuita      | Kolumbia   | Bora-Hansgrohe           | + 12"      |

### Etap 3
| Faro - Tavira | płaski | (203,1 km) |

| \| Klasyfikacja etapu \| Klasyfikacja etapu \| Klasyfikacja etapu \| Klasyfikacja etapu \| Klasyfikacja etapu \| \| Kolarz \| Kolarz \| Państwo \| Drużyna \| Czas \| \| ------------------ \| ------------------- \| ------------------ \| ------------------------ \| ------------------ \| \| 1. \| Magnus Cort Nielsen \| Dania \| EF Education-EasyPost \| 5h 05' 14" \| \| 2. \| Filippo Ganna \| Włochy \| Ineos Grenadiers \| + 0" \| \| 3. \| Jordi Meeus \| Belgia \| Bora-Hansgrohe \| + 0" \| \| 4. \| Paul Penhoët \| Francja \| Groupama-FDJ \| + 0" \| \| 5. \| Valentin Madouas \| Francja \| Groupama-FDJ \| + 0" \| \| 6. \| Rui Oliveira \| Portugalia \| UAE Team Emirates \| + 0" \| \| 7. \| Rui Costa \| Portugalia \| Intermarché-Circus-Wanty \| + 0" \| \| 8. \| Tobias Foss \| Norwegia \| Jumbo-Visma \| + 0" \| \| 9. \| Edward Theuns \| Belgia \| Trek-Segafredo \| + 0" \| \| 10. \| Lewis Askey \| Wielka Brytania \| Groupama-FDJ \| + 0" \| |                     |                 |                          |            |
| |                     |                 |                          |            |
| Źródło: ProCyclingStats |                     |                 |                          |            |
| Klasyfikacja etapu |                     |                 |                          |            |
| Kolarz | Kolarz              | Państwo         | Drużyna                  | Czas       |
| 1. | Magnus Cort Nielsen | Dania           | EF Education-EasyPost    | 5h 05' 14" |
| 2. | Filippo Ganna       | Włochy          | Ineos Grenadiers         | + 0"       |
| 3. | Jordi Meeus         | Belgia          | Bora-Hansgrohe           | + 0"       |
| 4. | Paul Penhoët        | Francja         | Groupama-FDJ             | + 0"       |
| 5. | Valentin Madouas    | Francja         | Groupama-FDJ             | + 0"       |
| 6. | Rui Oliveira        | Portugalia      | UAE Team Emirates        | + 0"       |
| 7. | Rui Costa           | Portugalia      | Intermarché-Circus-Wanty | + 0"       |
| 8. | Tobias Foss         | Norwegia        | Jumbo-Visma              | + 0"       |
| 9. | Edward Theuns       | Belgia          | Trek-Segafredo           | + 0"       |
| 10. | Lewis Askey         | Wielka Brytania | Groupama-FDJ             | + 0"       |

| \| Klasyfikacja generalna \| Klasyfikacja generalna \| Klasyfikacja generalna \| Klasyfikacja generalna \| Klasyfikacja generalna \| \| Kolarz \| Kolarz \| Państwo \| Drużyna \| Czas \| \| ---------------------- \| ---------------------- \| ---------------------- \| ------------------------ \| ---------------------- \| \| 1. \| Magnus Cort Nielsen \| Dania \| EF Education-EasyPost \| 15h 01' 18" \| \| 2. \| Rui Costa \| Portugalia \| Intermarché-Circus-Wanty \| + 18" \| \| 3. \| Ilan Van Wilder \| Belgia \| Soudal Quick-Step \| + 20" \| \| 4. \| Valentin Madouas \| Francja \| Groupama-FDJ \| + 26" \| \| 5. \| Jai Hindley \| Australia \| Bora-Hansgrohe \| + 26" \| \| 6. \| Thomas Pidcock \| Wielka Brytania \| Ineos Grenadiers \| + 26" \| \| 7. \| Filippo Ganna \| Włochy \| Ineos Grenadiers \| + 27" \| \| 8. \| Tobias Foss \| Norwegia \| Jumbo-Visma \| + 28" \| \| 9. \| Bauke Mollema \| Holandia \| Trek-Segafredo \| + 28" \| \| 10. \| João Almeida \| Portugalia \| UAE Team Emirates \| + 28" \| |                     |                 |                          |             |
| |                     |                 |                          |             |
| Źródło: ProCyclingStats |                     |                 |                          |             |
| Klasyfikacja generalna |                     |                 |                          |             |
| Kolarz | Kolarz              | Państwo         | Drużyna                  | Czas        |
| 1. | Magnus Cort Nielsen | Dania           | EF Education-EasyPost    | 15h 01' 18" |
| 2. | Rui Costa           | Portugalia      | Intermarché-Circus-Wanty | + 18"       |
| 3. | Ilan Van Wilder     | Belgia          | Soudal Quick-Step        | + 20"       |
| 4. | Valentin Madouas    | Francja         | Groupama-FDJ             | + 26"       |
| 5. | Jai Hindley         | Australia       | Bora-Hansgrohe           | + 26"       |
| 6. | Thomas Pidcock      | Wielka Brytania | Ineos Grenadiers         | + 26"       |
| 7. | Filippo Ganna       | Włochy          | Ineos Grenadiers         | + 27"       |
| 8. | Tobias Foss         | Norwegia        | Jumbo-Visma              | + 28"       |
| 9. | Bauke Mollema       | Holandia        | Trek-Segafredo           | + 28"       |
| 10. | João Almeida        | Portugalia      | UAE Team Emirates        | + 28"       |

### Etap 4
| Albufeira - Alto do Malhão | pagórkowaty | (177,9 km) |

| \| Klasyfikacja etapu \| Klasyfikacja etapu \| Klasyfikacja etapu \| Klasyfikacja etapu \| Klasyfikacja etapu \| \| Kolarz \| Kolarz \| Państwo \| Drużyna \| Czas \| \| ------------------ \| ---------------------- \| ------------------ \| ------------------ \| ------------------ \| \| 1. \| Thomas Pidcock \| Wielka Brytania \| Ineos Grenadiers \| 4h 28' 39" \| \| 2. \| João Almeida \| Portugalia \| UAE Team Emirates \| + 1" \| \| 3. \| Ilan Van Wilder \| Belgia \| Soudal Quick-Step \| + 5" \| \| 4. \| Sergio Higuita \| Kolumbia \| Bora-Hansgrohe \| + 5" \| \| 5. \| Jai Hindley \| Australia \| Bora-Hansgrohe \| + 11" \| \| 6. \| Daniel Felipe Martínez \| Kolumbia \| Ineos Grenadiers \| + 11" \| \| 7. \| Oscar Onley \| Wielka Brytania \| Team DSM \| + 14" \| \| 8. \| Bauke Mollema \| Holandia \| Trek-Segafredo \| + 20" \| \| 9. \| Tobias Foss \| Norwegia \| Jumbo-Visma \| + 20" \| \| 10. \| Filippo Ganna \| Włochy \| Ineos Grenadiers \| + 20" \| |                        |                 |                   |            |
| |                        |                 |                   |            |
| Źródło: ProCyclingStats |                        |                 |                   |            |
| Klasyfikacja etapu |                        |                 |                   |            |
| Kolarz | Kolarz                 | Państwo         | Drużyna           | Czas       |
| 1. | Thomas Pidcock         | Wielka Brytania | Ineos Grenadiers  | 4h 28' 39" |
| 2. | João Almeida           | Portugalia      | UAE Team Emirates | + 1"       |
| 3. | Ilan Van Wilder        | Belgia          | Soudal Quick-Step | + 5"       |
| 4. | Sergio Higuita         | Kolumbia        | Bora-Hansgrohe    | + 5"       |
| 5. | Jai Hindley            | Australia       | Bora-Hansgrohe    | + 11"      |
| 6. | Daniel Felipe Martínez | Kolumbia        | Ineos Grenadiers  | + 11"      |
| 7. | Oscar Onley            | Wielka Brytania | Team DSM          | + 14"      |
| 8. | Bauke Mollema          | Holandia        | Trek-Segafredo    | + 20"      |
| 9. | Tobias Foss            | Norwegia        | Jumbo-Visma       | + 20"      |
| 10. | Filippo Ganna          | Włochy          | Ineos Grenadiers  | + 20"      |

| \| Klasyfikacja generalna \| Klasyfikacja generalna \| Klasyfikacja generalna \| Klasyfikacja generalna \| Klasyfikacja generalna \| \| Kolarz \| Kolarz \| Państwo \| Drużyna \| Czas \| \| ---------------------- \| ---------------------- \| ---------------------- \| ------------------------ \| ---------------------- \| \| 1. \| Thomas Pidcock \| Wielka Brytania \| Ineos Grenadiers \| 19h 30' 13" \| \| 2. \| Ilan Van Wilder \| Belgia \| Soudal Quick-Step \| + 5" \| \| 3. \| João Almeida \| Portugalia \| UAE Team Emirates \| + 7" \| \| 4. \| Sergio Higuita \| Kolumbia \| Bora-Hansgrohe \| + 17" \| \| 5. \| Jai Hindley \| Australia \| Bora-Hansgrohe \| + 21" \| \| 6. \| Rui Costa \| Portugalia \| Intermarché-Circus-Wanty \| + 22" \| \| 7. \| Daniel Felipe Martínez \| Kolumbia \| Ineos Grenadiers \| + 23" \| \| 8. \| Magnus Cort Nielsen \| Dania \| EF Education-EasyPost \| + 27" \| \| 9. \| Filippo Ganna \| Włochy \| Ineos Grenadiers \| + 31" \| \| 10. \| Tobias Foss \| Norwegia \| Jumbo-Visma \| + 32" \| |                        |                 |                          |             |
| |                        |                 |                          |             |
| Źródło: ProCyclingStats |                        |                 |                          |             |
| Klasyfikacja generalna |                        |                 |                          |             |
| Kolarz | Kolarz                 | Państwo         | Drużyna                  | Czas        |
| 1. | Thomas Pidcock         | Wielka Brytania | Ineos Grenadiers         | 19h 30' 13" |
| 2. | Ilan Van Wilder        | Belgia          | Soudal Quick-Step        | + 5"        |
| 3. | João Almeida           | Portugalia      | UAE Team Emirates        | + 7"        |
| 4. | Sergio Higuita         | Kolumbia        | Bora-Hansgrohe           | + 17"       |
| 5. | Jai Hindley            | Australia       | Bora-Hansgrohe           | + 21"       |
| 6. | Rui Costa              | Portugalia      | Intermarché-Circus-Wanty | + 22"       |
| 7. | Daniel Felipe Martínez | Kolumbia        | Ineos Grenadiers         | + 23"       |
| 8. | Magnus Cort Nielsen    | Dania           | EF Education-EasyPost    | + 27"       |
| 9. | Filippo Ganna          | Włochy          | Ineos Grenadiers         | + 31"       |
| 10. | Tobias Foss            | Norwegia        | Jumbo-Visma              | + 32"       |

### Etap 5
| Lagoa - Lagoa | jazda indywidualna na czas | (24,4 km) |

| \| Klasyfikacja etapu \| Klasyfikacja etapu \| Klasyfikacja etapu \| Klasyfikacja etapu \| Klasyfikacja etapu \| \| Kolarz \| Kolarz \| Państwo \| Drużyna \| Czas \| \| ------------------ \| ---------------------- \| ------------------ \| ------------------------ \| ------------------ \| \| 1. \| Stefan Küng \| Szwajcaria \| Groupama-FDJ \| 29' 34" \| \| 2. \| Rémi Cavagna \| Francja \| Soudal Quick-Step \| + 4" \| \| 3. \| Filippo Ganna \| Włochy \| Ineos Grenadiers \| + 10" \| \| 4. \| Daniel Felipe Martínez \| Kolumbia \| Ineos Grenadiers \| + 16" \| \| 5. \| Tobias Foss \| Norwegia \| Jumbo-Visma \| + 29" \| \| 6. \| Thymen Arensman \| Holandia \| Ineos Grenadiers \| + 32" \| \| 7. \| Ilan Van Wilder \| Belgia \| Soudal Quick-Step \| + 49" \| \| 8. \| Bauke Mollema \| Holandia \| Trek-Segafredo \| + 56" \| \| 9. \| Nils Politt \| Niemcy \| Bora-Hansgrohe \| + 1' 03" \| \| 10. \| Rune Herregodts \| Belgia \| Intermarché-Circus-Wanty \| + 1' 03" \| |                        |            |                          |          |
| |                        |            |                          |          |
| Źródło: ProCyclingStats |                        |            |                          |          |
| Klasyfikacja etapu |                        |            |                          |          |
| Kolarz | Kolarz                 | Państwo    | Drużyna                  | Czas     |
| 1. | Stefan Küng            | Szwajcaria | Groupama-FDJ             | 29' 34"  |
| 2. | Rémi Cavagna           | Francja    | Soudal Quick-Step        | + 4"     |
| 3. | Filippo Ganna          | Włochy     | Ineos Grenadiers         | + 10"    |
| 4. | Daniel Felipe Martínez | Kolumbia   | Ineos Grenadiers         | + 16"    |
| 5. | Tobias Foss            | Norwegia   | Jumbo-Visma              | + 29"    |
| 6. | Thymen Arensman        | Holandia   | Ineos Grenadiers         | + 32"    |
| 7. | Ilan Van Wilder        | Belgia     | Soudal Quick-Step        | + 49"    |
| 8. | Bauke Mollema          | Holandia   | Trek-Segafredo           | + 56"    |
| 9. | Nils Politt            | Niemcy     | Bora-Hansgrohe           | + 1' 03" |
| 10. | Rune Herregodts        | Belgia     | Intermarché-Circus-Wanty | + 1' 03" |

## Klasyfikacje

### Klasyfikacja generalna
| \| Klasyfikacja generalna \| Klasyfikacja generalna \| Klasyfikacja generalna \| Klasyfikacja generalna \| Klasyfikacja generalna \| \| Kolarz \| Kolarz \| Państwo \| Drużyna \| Czas \| \| ---------------------- \| ---------------------- \| ---------------------- \| ------------------------ \| ---------------------- \| \| 1. \| Daniel Felipe Martínez \| Kolumbia \| Ineos Grenadiers \| 20h 00' 26" \| \| 2. \| Filippo Ganna \| Włochy \| Ineos Grenadiers \| + 2" \| \| 3. \| Ilan Van Wilder \| Belgia \| Soudal Quick-Step \| + 15" \| \| 4. \| Tobias Foss \| Norwegia \| Jumbo-Visma \| + 22" \| \| 5. \| Stefan Küng \| Szwajcaria \| Groupama-FDJ \| + 26" \| \| 6. \| João Almeida \| Portugalia \| UAE Team Emirates \| + 40" \| \| 7. \| Thomas Pidcock \| Wielka Brytania \| Ineos Grenadiers \| + 48" \| \| 8. \| Bauke Mollema \| Holandia \| Trek-Segafredo \| + 49" \| \| 9. \| Magnus Cort Nielsen \| Dania \| EF Education-EasyPost \| + 55" \| \| 10. \| Rui Costa \| Portugalia \| Intermarché-Circus-Wanty \| + 1' 06" \| |                        |                 |                          |             |
| |                        |                 |                          |             |
| Źródło: ProCyclingStats |                        |                 |                          |             |
| Klasyfikacja generalna |                        |                 |                          |             |
| Kolarz | Kolarz                 | Państwo         | Drużyna                  | Czas        |
| 1. | Daniel Felipe Martínez | Kolumbia        | Ineos Grenadiers         | 20h 00' 26" |
| 2. | Filippo Ganna          | Włochy          | Ineos Grenadiers         | + 2"        |
| 3. | Ilan Van Wilder        | Belgia          | Soudal Quick-Step        | + 15"       |
| 4. | Tobias Foss            | Norwegia        | Jumbo-Visma              | + 22"       |
| 5. | Stefan Küng            | Szwajcaria      | Groupama-FDJ             | + 26"       |
| 6. | João Almeida           | Portugalia      | UAE Team Emirates        | + 40"       |
| 7. | Thomas Pidcock         | Wielka Brytania | Ineos Grenadiers         | + 48"       |
| 8. | Bauke Mollema          | Holandia        | Trek-Segafredo           | + 49"       |
| 9. | Magnus Cort Nielsen    | Dania           | EF Education-EasyPost    | + 55"       |
| 10. | Rui Costa              | Portugalia      | Intermarché-Circus-Wanty | + 1' 06"    |

| Klasyfikacja punktowa | Klasyfikacja punktowa | Klasyfikacja punktowa | Klasyfikacja punktowa    | Klasyfikacja punktowa |
| Kolarz                | Kolarz                | Państwo               | Drużyna                  | Punkty                |
| --------------------- | --------------------- | --------------------- | ------------------------ | --------------------- |
| 1.                    | Magnus Cort Nielsen   | Dania                 | EF Education-EasyPost    | 46 pkt                |
| 2.                    | Jordi Meeus           | Belgia                | Bora-Hansgrohe           | 36 pkt                |
| 3.                    | Alexander Kristoff    | Norwegia              | Uno-X Pro Cycling Team   | 25 pkt                |
| 4.                    | Ilan Van Wilder       | Belgia                | Soudal Quick-Step        | 22 pkt                |
| 5.                    | Filippo Ganna         | Włochy                | Ineos Grenadiers         | 21 pkt                |
| 6.                    | Paul Penhoët          | Francja               | Groupama-FDJ             | 21 pkt                |
| 7.                    | Rui Costa             | Portugalia            | Intermarché-Circus-Wanty | 20 pkt                |
| 8.                    | Thomas Pidcock        | Wielka Brytania       | Ineos Grenadiers         | 14 pkt                |
| 9.                    | Fabio Jakobsen        | Holandia              | Soudal Quick-Step        | 13 pkt                |
| 10.                   | João Almeida          | Portugalia            | UAE Team Emirates        | 12 pkt                |

| Klasyfikacja punktowa | Klasyfikacja punktowa | Klasyfikacja punktowa | Klasyfikacja punktowa    | Klasyfikacja punktowa |
| Kolarz                | Kolarz                | Państwo               | Drużyna                  | Punkty                |
| --------------------- | --------------------- | --------------------- | ------------------------ | --------------------- |
| 1.                    | Magnus Cort Nielsen   | Dania                 | EF Education-EasyPost    | 46 pkt                |
| 2.                    | Jordi Meeus           | Belgia                | Bora-Hansgrohe           | 36 pkt                |
| 3.                    | Alexander Kristoff    | Norwegia              | Uno-X Pro Cycling Team   | 25 pkt                |
| 4.                    | Ilan Van Wilder       | Belgia                | Soudal Quick-Step        | 22 pkt                |
| 5.                    | Filippo Ganna         | Włochy                | Ineos Grenadiers         | 21 pkt                |
| 6.                    | Paul Penhoët          | Francja               | Groupama-FDJ             | 21 pkt                |
| 7.                    | Rui Costa             | Portugalia            | Intermarché-Circus-Wanty | 20 pkt                |
| 8.                    | Thomas Pidcock        | Wielka Brytania       | Ineos Grenadiers         | 14 pkt                |
| 9.                    | Fabio Jakobsen        | Holandia              | Soudal Quick-Step        | 13 pkt                |
| 10.                   | João Almeida          | Portugalia            | UAE Team Emirates        | 12 pkt                |

| Klasyfikacja górska | Klasyfikacja górska | Klasyfikacja górska | Klasyfikacja górska                   | Klasyfikacja górska |
| Kolarz              | Kolarz              | Państwo             | Drużyna                               | Punkty              |
| ------------------- | ------------------- | ------------------- | ------------------------------------- | ------------------- |
| 1.                  | Kasper Asgreen      | Dania               | Soudal Quick-Step                     | 18 pkt              |
| 2.                  | Ilan Van Wilder     | Belgia              | Soudal Quick-Step                     | 13 pkt              |
| 3.                  | António Ferreira    | Portugalia          | Kelly-Simoldes-UDO                    | 12 pkt              |
| 4.                  | Rafael Lourenco     | Portugalia          | AP Hotels & Resorts-Tavira-SC Farense | 11 pkt              |
| 5.                  | Magnus Cort Nielsen | Dania               | EF Education-EasyPost                 | 10 pkt              |
| 6.                  | Thomas Pidcock      | Wielka Brytania     | Ineos Grenadiers                      | 6 pkt               |
| 7.                  | Kobe Goossens       | Belgia              | Intermarché-Circus-Wanty              | 6 pkt               |
| 8.                  | Rui Costa           | Portugalia          | Intermarché-Circus-Wanty              | 6 pkt               |
| 9.                  | Mathias Vacek       | Czechy              | Trek-Segafredo                        | 6 pkt               |
| 10.                 | João Almeida        | Portugalia          | UAE Team Emirates                     | 4 pkt               |

| Klasyfikacja górska | Klasyfikacja górska | Klasyfikacja górska | Klasyfikacja górska                   | Klasyfikacja górska |
| Kolarz              | Kolarz              | Państwo             | Drużyna                               | Punkty              |
| ------------------- | ------------------- | ------------------- | ------------------------------------- | ------------------- |
| 1.                  | Kasper Asgreen      | Dania               | Soudal Quick-Step                     | 18 pkt              |
| 2.                  | Ilan Van Wilder     | Belgia              | Soudal Quick-Step                     | 13 pkt              |
| 3.                  | António Ferreira    | Portugalia          | Kelly-Simoldes-UDO                    | 12 pkt              |
| 4.                  | Rafael Lourenco     | Portugalia          | AP Hotels & Resorts-Tavira-SC Farense | 11 pkt              |
| 5.                  | Magnus Cort Nielsen | Dania               | EF Education-EasyPost                 | 10 pkt              |
| 6.                  | Thomas Pidcock      | Wielka Brytania     | Ineos Grenadiers                      | 6 pkt               |
| 7.                  | Kobe Goossens       | Belgia              | Intermarché-Circus-Wanty              | 6 pkt               |
| 8.                  | Rui Costa           | Portugalia          | Intermarché-Circus-Wanty              | 6 pkt               |
| 9.                  | Mathias Vacek       | Czechy              | Trek-Segafredo                        | 6 pkt               |
| 10.                 | João Almeida        | Portugalia          | UAE Team Emirates                     | 4 pkt               |

| Klasyfikacja młodzieżowa | Klasyfikacja młodzieżowa  | Klasyfikacja młodzieżowa | Klasyfikacja młodzieżowa | Klasyfikacja młodzieżowa |
| Kolarz                   | Kolarz                    | Państwo                  | Drużyna                  | Czas                     |
| ------------------------ | ------------------------- | ------------------------ | ------------------------ | ------------------------ |
| 1.                       | Oscar Onley               | Wielka Brytania          | Team DSM                 | 20h 01' 50"              |
| 2.                       | Frederik Wandahl          | Dania                    | Bora-Hansgrohe           | + 1' 17"                 |
| 3.                       | Finn Fisher-Black         | Nowa Zelandia            | UAE Team Emirates        | + 1' 44"                 |
| 4.                       | Mathias Vacek             | Czechy                   | Trek-Segafredo           | + 23' 50"                |
| 5.                       | Paul Penhoët              | Francja                  | Groupama-FDJ             | + 28' 54"                |
| 6.                       | Lewis Askey               | Wielka Brytania          | Groupama-FDJ             | + 32' 06"                |
| 7.                       | Pavel Bittner             | Czechy                   | Team DSM                 | + 35' 00"                |
| 8.                       | Madis Mihkels             | Estonia                  | Intermarché-Circus-Wanty | + 36' 29"                |
| 9.                       | Roel van Sintmaartensdijk | Holandia                 | Circus-Re Uz-Technord    | + 40' 53"                |
| 10.                      | Pedro Silva               | Portugalia               | Glassdrive-Q8-Anicolor   | + 45' 22"                |

| Klasyfikacja młodzieżowa | Klasyfikacja młodzieżowa  | Klasyfikacja młodzieżowa | Klasyfikacja młodzieżowa | Klasyfikacja młodzieżowa |
| Kolarz                   | Kolarz                    | Państwo                  | Drużyna                  | Czas                     |
| ------------------------ | ------------------------- | ------------------------ | ------------------------ | ------------------------ |
| 1.                       | Oscar Onley               | Wielka Brytania          | Team DSM                 | 20h 01' 50"              |
| 2.                       | Frederik Wandahl          | Dania                    | Bora-Hansgrohe           | + 1' 17"                 |
| 3.                       | Finn Fisher-Black         | Nowa Zelandia            | UAE Team Emirates        | + 1' 44"                 |
| 4.                       | Mathias Vacek             | Czechy                   | Trek-Segafredo           | + 23' 50"                |
| 5.                       | Paul Penhoët              | Francja                  | Groupama-FDJ             | + 28' 54"                |
| 6.                       | Lewis Askey               | Wielka Brytania          | Groupama-FDJ             | + 32' 06"                |
| 7.                       | Pavel Bittner             | Czechy                   | Team DSM                 | + 35' 00"                |
| 8.                       | Madis Mihkels             | Estonia                  | Intermarché-Circus-Wanty | + 36' 29"                |
| 9.                       | Roel van Sintmaartensdijk | Holandia                 | Circus-Re Uz-Technord    | + 40' 53"                |
| 10.                      | Pedro Silva               | Portugalia               | Glassdrive-Q8-Anicolor   | + 45' 22"                |

| Klasyfikacja drużynowa | Klasyfikacja drużynowa   | Klasyfikacja drużynowa       | Klasyfikacja drużynowa |
| Drużyna                | Drużyna                  | Państwo                      | Czas                   |
| ---------------------- | ------------------------ | ---------------------------- | ---------------------- |
| 1.                     | Ineos Grenadiers         | Wielka Brytania              | 60h 01' 34"            |
| 2.                     | Bora-Hansgrohe           | Niemcy                       | + 4' 31"               |
| 3.                     | Intermarché-Circus-Wanty | Belgia                       | + 8' 54"               |
| 4.                     | EF Education-EasyPost    | Stany Zjednoczone            | + 9' 24"               |
| 5.                     | Trek-Segafredo           | Stany Zjednoczone            | + 12' 49"              |
| 6.                     | Arkéa-Samsic             | Francja                      | + 12' 50"              |
| 7.                     | Soudal Quick-Step        | Belgia                       | + 17' 01"              |
| 8.                     | Alpecin-Deceuninck       | Belgia                       | + 18' 29"              |
| 9.                     | Groupama-FDJ             | Francja                      | + 21' 40"              |
| 10.                    | UAE Team Emirates        | Zjednoczone Emiraty Arabskie | + 25' 06"              |

| Klasyfikacja drużynowa | Klasyfikacja drużynowa   | Klasyfikacja drużynowa       | Klasyfikacja drużynowa |
| Drużyna                | Drużyna                  | Państwo                      | Czas                   |
| ---------------------- | ------------------------ | ---------------------------- | ---------------------- |
| 1.                     | Ineos Grenadiers         | Wielka Brytania              | 60h 01' 34"            |
| 2.                     | Bora-Hansgrohe           | Niemcy                       | + 4' 31"               |
| 3.                     | Intermarché-Circus-Wanty | Belgia                       | + 8' 54"               |
| 4.                     | EF Education-EasyPost    | Stany Zjednoczone            | + 9' 24"               |
| 5.                     | Trek-Segafredo           | Stany Zjednoczone            | + 12' 49"              |
| 6.                     | Arkéa-Samsic             | Francja                      | + 12' 50"              |
| 7.                     | Soudal Quick-Step        | Belgia                       | + 17' 01"              |
| 8.                     | Alpecin-Deceuninck       | Belgia                       | + 18' 29"              |
| 9.                     | Groupama-FDJ             | Francja                      | + 21' 40"              |
| 10.                    | UAE Team Emirates        | Zjednoczone Emiraty Arabskie | + 25' 06"              |

### Liderzy klasyfikacji
| Etap   |                            | Pierwsze miejsce _  | Klasyfikacja generalna | Punktowa            | Górska           | Młodzieżowa      | Drużynowa             |
| ------ | -------------------------- | ------------------- | ---------------------- | ------------------- | ---------------- | ---------------- | --------------------- |
| 1      | płaski                     | Alexander Kristoff  | Alexander Kristoff     | Alexander Kristoff  | António Ferreira | Pavel Bittner    | Trek-Segafredo        |
| 2      | górski                     | Magnus Cort Nielsen | Magnus Cort Nielsen    | Alexander Kristoff  | António Ferreira | Frederik Wandahl | EF Education-EasyPost |
| 3      | płaski                     | Magnus Cort Nielsen | Magnus Cort Nielsen    | Magnus Cort Nielsen | António Ferreira | Frederik Wandahl | EF Education-EasyPost |
| 4      | pagórkowaty                | Thomas Pidcock      | Thomas Pidcock         | Magnus Cort Nielsen | Kasper Asgreen   | Oscar Onley      | Ineos Grenadiers      |
| 5      | jazda indywidualna na czas | Stefan Küng         | Daniel Felipe Martínez | Magnus Cort Nielsen | Kasper Asgreen   | Oscar Onley      | Ineos Grenadiers      |
| Koniec | Koniec                     |                     | Daniel Felipe Martínez | Magnus Cort Nielsen | Kasper Asgreen   | Oscar Onley      | Ineos Grenadiers      |